# Francisco Gil Gandía
Francisco Gil Gandía (Valencia, 1932 - 2017). Canónigo de la catedral de Valencia y destacado articulista en la prensa valenciana.
Hijo de una familia bienestante, con raíces en Algimia de Alfara, optó por la carrera eclesiástica, a pesar de la oposición paterna, y fue ordenado sacerdote en 1956. 
Tuvo un primer destino en la parroquia del Carmen Játiva, donde estuvo brevemente. Gracias a su amistad con Carles Sarthou, entonces Cronista Oficial de aquella ciudad, consiguió que el cuadro de Felipe V que está en el Museo del Almodín de Játiva de esa ciudad colgara boca abajo, en señal de simbólico castigo por ser el rey que ordenó la destrucción y quema de Játiva en 1707. Este cuadro boca abajo del rey que anuló la personalidad jurídica del Reino de Valencia y de los otros territorios de la Corona de Aragón se ha convertido con los años en un símbolo del nacionalismo valenciano.
Entonces tuvo otro destino en Ayódar (Alto Mijares), donde estuvo de 1957 a 1960. Pasó después un año en Cortes de Arenoso (Alto Mijares), donde hizo una importante labor de organización del archivo parroquial. De 1961 a 1968 ejerció su ministerio en Higueruelas (los Serranos), donde construyó la casa abadía. Después pasó a la parroquia de Nuestra Señora del Carmen en Játiva (la Costera) (de nueva creación), donde estuvo desde 1968 hasta 1977, donde fue también capellán del IES José de Ribera. Allí compró el solar que ocuparía esta parroquia, que fue construida en parte durante este tiempo Su siguiente destino como sacerdote fue en Vinalesa (Huerta Norte), donde estuvo desde 1977 hasta 1990. Allí se encargó de la tarea de restauración del campanario de la iglesia, muy alabada posteriormente por diferentes arquitectos. Ejerció después su ministerio en la parroquia de la Santa Cruz (parte del antiguo  convento de los carmelitas) de la ciudad de Valencia, desde 1990 hasta 2002. Aquí consiguió del Ayuntamiento de Valencia la erección de un sencillo monumento dedicado al gran escultor renacentista valenciano Damià Forment. Desde aquel año ejerce su ministerio en la catedral de Valencia, primero como beneficiado, y después como canónigo, donde continúa hasta la actualidad.
Los últimos años ha destacado también como articulista en la prensa valenciana, donde ha publicado y continúa publicando numerosos artículos sobre historia valenciana (en especial historia eclesiástica valenciana), sobre arte valenciano, sobre religiosidad popular y sobre espiritualidad en general.
Falleció el 29 de marzo de 2017, a los 84 años de edad en su domicilio en Valencia.La misa exequial por su eterno descanso tuvo lugar, en la catedral de Valencia, presidida por el cardenal arzobispo Antonio Cañizares, y, posteriormente, sus restos mortales fueron trasladados a la localidad valenciana Algimia, en cuya parroquia se celebró un funeral. Recibió sepultura en el panteón familiar del cementerio de la localidad.